# Daniel Carter (piłkarz)
Daniel Carter Bodden (ur. 12 września 2003 w Roatán) – honduraski piłkarz występujący na pozycji napastnika, reprezentant Hondurasu, od 2023 roku zawodnik Realu España.